# さよならを教えて 〜comment te dire adieu〜
『さよならを教えて 〜comment te dire adieu〜』（さよならをおしえて コモン〈コマン〉・トゥ・ディール・アデュー）は、2001年3月2日にCRAFTWORKから発売された、アドベンチャーノベル形式のアダルトゲーム。
キャッチコピーは「言葉、男、狂気、少女、さよなら」。また、公式デモやパッケージには「・現実と虚構の区別がつかない方・生きているのが辛い方・犯罪行為をする予定のある方・何かにすがりたい方・殺人癖のある方」は購入すべきではないという注意書きがある。
CRAFTWORKは本作を最後に長い間新作を発表していなかったが、2022年に約20年ぶりのCRAFTWORKによる新作ゲーム「Geminism」を発表した。
長らく絶版となっていたが、2011年12月16日に「あそBD(あそべる！BD-Game)」の第一弾タイトルとしてBD-PGへの移植版が発売されたほか、2016年1月29日にはDLsite.comでWindows版とAndroid版のダウンロード販売が開始された。またビジュアルアーツのAndroid向け総合マーケットサイトのアニゲマでもAndroid版が販売されている。
2021年3月13日に、阿佐ヶ谷ロフトAにおいて制作スタッフによる「さよならを教えて 〜comment te dire adieu〜 20周年トーク&ミニライブイベント」が開催され、ツイキャスで配信された。（3月27日までアーカイブ配信）

## 内容
主人公は教育実習生としてとある女子校を訪れていた。ある日、彼は自分が怪物となって美しい天使を蹂躙するという奇妙な夢を見る。彼が校内の保健医にその夢の相談をしていた時、一人の少女が保健室を訪れる。主人公の見た彼女の容姿は夢の中の天使に酷似していた。主人公は教育実習生としてヒロイン達と親しくなりながら奇妙な夢の真相を探る。
しかしながら実際にはこれらの物語上の設定の多くは語り手である主人公の妄想であり、主人公は教育実習生ではなく精神疾患で病院に入院している患者である。学校とされる舞台は実際には主人公が入院している病院であり、登場人物の大半は主人公の妄想上の存在であり実在しない。
ゲームは主人公の視点に立ち、日毎に選択した何人かのヒロインと対話を行うことで進行するが、ストーリーが進むと共に主人公の異常さが明らかになっていく。
「主人公が選んだ選択肢とは異なる行動をする」「画面に表示されているエリア名と背景として表示されている画像が異なる」などといったシーンが多数存在するが不具合ではなくストーリー上の演出である。

## 登場人物
次の登場人物の中に、主人公以外の人物の苗字は東京都の地名にちなんだものである。
人見 広介（ひとみ ひろすけ）
本作の主人公。社会科の教員資格が取りやすいという考えから教育実習に参加しているものの、内気な性格故に教育実習そのものに強いストレスを感じている。
校内保健医の大森となえに奇妙な夢の内容を相談する。姓名は開始時に変更可能。
巣鴨 睦月（すがも むつき）
声 - 佐々木あかり
本作のヒロイン的存在。教室に佇む儚げな少女。主人公を引き付ける清純さと、彼を恐れさせる現実離れした聖性を併せ持つ。彼女の容姿は、主人公の見た夢の中の天使と酷似している。
高田 望美（たかだ のぞみ）
声 - 天天
屋上から下界を眺める少女。快活で人懐っこい印象。煙草を吸いに屋上へと出た際、主人公は彼女と出会った。
田町 まひる（たまち まひる）
声 - あさり
校庭に現れる少女。主人公の幼馴染で、彼を「おにーちゃん」と呼び慕う。外見も性格も子供っぽい。感情の起伏が激しく、無邪気で気紛れ。
目黒 御幸（めぐろ みゆき）
声 - 紬叶慧
図書室で司書係を務める少女。人と接するのが苦手で、図書室で本を読み耽っている。物事を斜めに見る傾向がある。眼鏡をかけている。兄がいる。
上野 こより（うえの こより）
声 - 多田美智
弓道場に現れる少女。小柄だが巨乳。常にぼんやりしていて、少々抜けた性格。しかし、大変な毒舌家で、その言動は主人公の心を深く傷付ける。
大森 となえ（おおもり となえ）
声 - 涼森ちさと
校内保健医。喫煙者。常に気だるい雰囲気を漂わせている。生徒からの人気は高く、主人公の相談相手にもなる。
高島 瀬美奈（たかしま せみな）
声 - 佐伯ゆりこ
主人公の教育実習を担当する教師。スポーツで引き締まった肉体を持つ美人。冷酷な印象を持つ、毅然とした女性。

## スタッフ
- 企画・原作 - CRAFTWORK、長岡建蔵[6]
- 構成・脚本 - 石埜三千穂、長岡建蔵
- スクリプト - 長縄
- キャラ設定・原画 - 長岡建蔵
- CG - 長縄、長岡建蔵、荻原純、FlyingShine
- 背景 - 長縄、小原彰夫
- 音楽 - さっぽろももこ

## 主題歌
主題歌「さよならを教えて -comment te dire adieu-」
原詞 - 長岡建蔵 / 訳詞・作曲 - さっぽろももこ / 編曲 - 高瀬一矢 (I've) / 歌 - MELL

## 開発
プロデューサーの長岡建蔵は制作のきっかけについて「当時、『Kanon』が大ヒットしていたため、ビジュアルアーツの社長である馬場隆博から『Kanon』のようなゲームを作るよう命じられた。皆が作ると同じようなゲームになるため少し角度を変えて作ってみようと思った」と美少女ゲームなうの今俊郎とのインタビューの中で述べており、「「永遠」「ちょっとアレな女の子」「感動する」という『Kanon』のエッセンスを踏まえて自分なりに再構築したつもりだった」と振り返っている。
この件について、2022年のインタビューでは「『Kanon』ぐらい売れるゲームを作れ」というくらいの意味合いではなかったかと振り返っている。
また、長岡は「整合性に対する言い訳で物語を組み立てているため、主人公がおかしな言動をとっても主人公が視る世界から逸脱していなければよいと考えていた。ただ、何でもありというわけではないため、作中で起きる出来事や結末にはちゃんと理由を持たせ、あえて説明せずプレイヤーにゆだねる形をとった」と振り返っている。

## 書籍
- 長岡建造・石埜三千穂 『さよならを教えて 設定資料＆原画集』 CRAFTWORK side.c、2002年12月30日。

2002年12月30日のコミックマーケットにて発売され、2008年1月17日に完売となった。使用された原画、資料などを全て破棄したことが明かされたため、再版は不可能な状態であったが、とらのあなダウンロードストアにおいてKeyringPDFを使用したダウンロード販売が2012年01月04日から2015年12月15日まで行われた。2016年1月9日にDLsite.comがダウンロード販売を開始した。

## 反響
発売当時、一部に熱狂的なファンを得たが売上は芳しくなかった。長岡建蔵によると「3,000本くらい出荷されて、実売で1,000本いってない」程度。

### 評価
大森望と三村美衣の共著 『ライトノベル☆めった斬り!』において、本作は鬱ゲーとみなされた。
『美少女ゲームマニアックス2』にて本作のレビュー記事が掲載された。レビューの筆者は主人公のキャラクター性について重度のおたくであると述べており、「人とうまく付き合えないがゆえに、自分の緊張が相手にも伝わってしまい、相手を不快にさせる。そしてそれが原因で自分は殻にこもってしまう。」という性格が丁寧に描かれていると評価し、類似例として『新世紀エヴァンゲリオン』のラストにおけるメッセージを挙げている。筆者は『エヴァ』はまだ救いがあったのに対し、本作の結末は救いがないため、プレイヤーが主人公と同調してしまった場合、あたかも自分が無価値な存在と錯覚してしまうとし、そのような人にのみ、本作は真価を発揮すると述べている。演出について、レビューの筆者は音があるからこそできる演出がいくつも見受けられたと述べており、その例として「物語が進むにつれて少しずつチャイムの音がゆがむ」「音声にエコーがかかったり、2つ以上の話し声が重なる」という演出を挙げている。また、ビジュアル面においてはヒロインが部分的にアップになる見せ方が面白く、特にHシーンにおける表情や局部のアップが独特のエロティシズムを醸し出していると評価している。そして、一つ一つはたいしたことがなくても複数の要素をうまく組み合わせることではっとするようなシーンになったと評価しており、その手法は『NIGHT HEAD』に近いとしている。
筆者は本作について、わかりにくい点が多いものの、企画者の長岡建蔵の意図が強く反映されていると締めくくっている。

### 書籍
- “さよならを教えて 〜comment te dire adieu〜”. 美少女ゲームマニアックス2. 東京: キルタイムコミュニケーション. (2001-10-10). pp. 22-25. ISBN 4-86032-002-6. OCLC 675030565